# Madame X (film fra 1916)
 For alternative betydninger, se Madame X. (Se også artikler, som begynder med Madame X)
Madame X er en amerikansk stumfilm fra 1916 af George F. Marion.

## Medvirkende
- Dorothy Donnelly som Jacqueline Floriot.
- John Bowers som Monsieur Floriot.
- Edwin Forsberg som Laroque.
- Ralph Morgan som Raymond Floriot.
- Robert Fischer som Merival.